# جايسون نايسميث
جايسون نايسميث (بالإنجليزية: Jason Naismith)‏ هو لاعب كرة قدم بريطاني في مركز الدفاع، ولد في 25 يونيو 1994 في بيزلي في المملكة المتحدة. شارك مع منتخب اسكتلندا تحت 17 سنة لكرة القدم ومنتخب اسكتلندا تحت 20 سنة لكرة القدم ومنتخب اسكتلندا تحت 21 سنة لكرة القدم. أما مع النوادي، فقد لعب مع نادي روس كاونتي ونادي سانت ميرين ونادي غرينوك مورتون ونادي كاودينبيث.

## وصلات خارجية
- جايسون نايسميث على موقع الاتحاد الإسكتلندي (الإنجليزية)
- جايسون نايسميث على موقع قاعدة بيانات كرة القدم.إي يو (الإنجليزية)
- جايسون نايسميث على موقع Soccerbase.com (لاعب) (الإنجليزية)
- جايسون نايسميث على موقع Soccerway.com (الإنجليزية)
- جايسون نايسميث على موقع عالم كرة القدم.نت (الإنجليزية)